# Episodi di MacGyver (settima stagione)
La settima e ultima stagione della serie televisiva MacGyver è stata trasmessa negli Stati Uniti sul canale ABC, dal 16 settembre 1991 al 21 maggio 1992. In Italia è stata trasmessa su Italia 1 a partire dall'8 febbraio 1993, con l'eccezione dell'episodio 5 che fu trasmesso insieme agli episodi della sesta stagione.
| nº | Titolo originale              | Titolo italiano                                | Prima TV USA      | Prima TV Italia  |
| -- | ----------------------------- | ---------------------------------------------- | ----------------- | ---------------- |
| 1  | Honest Abe                    | Un tantino complicato                          | 16 settembre 1991 | 17 luglio 1994   |
| 2  | The 'Hood                     | Il nuovo vicinato                              | 23 settembre 1991 | 10 luglio 1994   |
| 3  | Obsessed                      | Ossessionato                                   | 30 settembre 1991 | 3 luglio 1994    |
| 4  | The Prometheus Syndrome       | Prometeo                                       | 7 ottobre 1991    | 24 luglio 1994   |
| 5  | The Coltons                   | La famiglia Colton                             | 14 ottobre 1991   | 17 febbraio 1992 |
| 6  | Walking Dead                  | Fra gli spiriti                                | 21 ottobre 1991   | 31 luglio 1994   |
| 7  | Good Knight MacGyver - Part 1 | MacGyver alla corte di Re Artù - Parte prima   | 4 novembre 1991   | 8 febbraio 1993  |
| 8  | Good Knight MacGyver - Part 2 | MacGyver alla corte di Re Artù - Parte seconda | 11 novembre 1991  | 9 febbraio 1993  |
| 9  | Deadly Silents                | Ritorno al successo                            | 18 novembre 1991  | 7 agosto 1994    |
| 10 | Split Decision                | Vince chi perde                                | 2 dicembre 1991   | 10 febbraio 1993 |
| 11 | Gunz 'N Boyz                  | Ragazzi di strada                              | 16 dicembre 1991  | 11 febbraio 1993 |
| 12 | Off the Wall                  | Sfratti senza scrupoli                         | 30 dicembre 1991  | 12 febbraio 1993 |
| 13 | The Mountain of Youth         | La valle della giovinezza                      | 25 aprile 1992    | 13 febbraio 1993 |
| 14 | The Stringer                  | Tutto può cambiare                             | 21 maggio 1992    | 15 febbraio 1993 |

## Un tantino complicato
- Titolo originale: Honest Abe
- Diretto da: Michael Caffey
- Scritto da: Lincoln Kibbee

### Trama
MacGyver arriva in nella piccola città di Fillmore per partecipare al bar mitzvah del figlio di Philip Sherman, un suo amico del college. Ma il nonno del ragazzo, Abe, lo trascina in un’inaspettata missione, portandolo su un’isola caraibica a bordo di un elicottero stealth. Il loro obiettivo? Riportare negli Stati Uniti il dittatore dell’isola.
Tra colpi di scena e pericoli imminenti, MacGyver dovrà usare tutto il suo ingegno per affrontare una sfida che potrebbe cambiare il destino di molte persone… e riuscire a tornare in tempo per il bar mitzvah!.

## Il nuovo vicinato
- Titolo originale: The 'Hood
- Diretto da: Michael Vejar
- Scritto da: Rick Mittleman

### Trama
Dopo l’incendio della sua casa galleggiante, MacGyver si trasferisce in un nuovo quartiere, dove viene accolto con un benvenuto tanto caloroso quanto variopinto.
Tra i suoi nuovi vicini c’è Kelly, un’aspirante attrice che, durante una manicure a domicilio, si ritrova involontariamente a conoscere i dettagli di un complotto per eliminare un testimone chiave in un’enorme truffa legata al mercato del platino.
Quando Kelly scompare misteriosamente, MacGyver e alcuni abitanti del quartiere si mobilitano per trovarla e sventare l’omicidio, dando il via a una corsa contro il tempo.

## Ossessionato
- Titolo originale: Obsessed
- Diretto da: William Gereghty
- Scritto da: John Sheppard

### Trama
Mentre la Fondazione Phoenix è impegnata a garantire la sicurezza di Delasora, un dittatore latinoamericano sotto processo negli Stati Uniti, MacGyver è convinto che Murdoc sia ancora vivo e coinvolto in un oscuro complotto legato proprio al dittatore.
Cindy Finnegan, una collega della Phoenix, lo accusa di essere ossessionato da Murdoc e lo ritiene ormai fuori controllo. Anche Peter, seppur a malincuore, è costretto a revocargli ufficialmente l’incarico. Ma come spesso accade, le apparenze ingannano.

## Prometeo
- Titolo originale: The Prometheus Syndrome
- Diretto da: William Gereghty
- Scritto da: Robert Sherman

### Trama
Quando una serie di incendi dolosi scuote la città, MacGyver si unisce alla squadra investigativa dei Vigili del Fuoco per dare la caccia a un misterioso piromane che si fa chiamare "Prometeo". Mentre il capo della squadra, Earl, preferisce seguire le prove concrete, la sua collega Rachel insiste sull'importanza di un approccio psicologico per comprendere le motivazioni del criminale. MacGyver cerca di ricostruire l’ordigno utilizzato negli attacchi, ma la situazione si complica quando Prometeo invia un nuovo messaggio con l'indicazione della prossima esplosione.
Tra tensioni interne alla squadra, indagini parallele e una pista che porta a un vecchio incendio mai dimenticato, MacGyver si troverà coinvolto in una corsa contro il tempo per fermare un nemico invisibile, determinato a vendicarsi a ogni costo.

## La famiglia Colton
- Titolo originale: The Coltons
- Diretto da: William Gereghty
- Scritto da: Stephen Downing e Michael Greenburg

### Trama
L'episodio si incentra su un'avventura della famiglia Colton e MacGyver ha un ruolo marginale. I fratelli Colton sono due cacciatori di taglie, la madre li aiuta con le informazioni che raccoglie al suo lavoro al centralino, mentre il figlio minore (interpretato da un giovanissimo Cuba Gooding Junior) va a scuola, ma è attratto dalla vita dei due fratelli. Nel frattempo arriva un nuovo incarico per i fratelli Colton...
- Guest star: Cuba Gooding Jr.

## Fra gli spiriti
- Titolo originale: Walking Dead
- Diretto da: Michael Preece
- Scritto da: Mark Rodgers

### Trama
MacGyver deve salvare una ragazza da un potente sacerdote voodoo.

## MacGyver alla corte di Re Artù - Parte prima
- Titolo originale: Good Knight MacGyver - Part 1
- Diretto da: Michael Vejar
- Scritto da: John Considine

### Trama
MacGyver è colpito da un vaso di fiori e perde conoscenza; quando si risveglia si ritrova alla corte di Re Artù, che assomiglia a Peter Thornton. Dopo che Artù ha preso fiducia in lui, MacGyver dovrà salvare la vita dello stesso Re e di Mago Merlino, per poi recarsi in Scozia nel Regno di Morgana alla ricerca di Cecilia, ragazza rapita da Morgana.

## MacGyver alla corte di Re Artù - Parte seconda
- Titolo originale: Good Knight MacGyver - Part 2
- Diretto da: Michael Vejar
- Scritto da: John Considine

### Trama
MacGyver continua il viaggio assieme a Merlino alla ricerca di Cecilia, che si trova nelle grinfie di Morgana. Alla fine si risveglia alla realtà nel presente, e pare che sia stato tutto un sogno... o forse no?

## Ritorno al successo
- Titolo originale: Deadly Silents
- Diretto da: William Gereghty
- Scritto da: Brad Radnitz

### Trama
Pinky Burnette, star del cinema muto, chiede aiuto a MacGyver per recuperare le uniche copie dei suoi film, che gli sono state rubate.

## Vince chi perde
- Titolo originale: Split Decision
- Diretto da: Michael Caffey
- Scritto da: David Rich

### Trama
Un pugile, amico di MacGyver deve vincere l'incontro per raccogliere del denaro e ottenere l'affido della figlia.

## Ragazzi di strada
- Titolo originale: Gunz 'N Boyz
- Diretto da: William Gereghty
- Scritto da: Art Washington

### Trama
Al Challengers Club l'ex membro di una banda viene accusato di aver ucciso il suo rivale.

## Sfratti senza scrupoli
- Titolo originale: Off the Wall
- Diretto da: Michael Preece
- Scritto da: Rick Mittleman

### Trama
MacGyver deve aiutare un giovane artista di graffiti a smascherare gli illeciti del proprietario dei caseggiati di un quartiere in riqualificazione.

## La valle della giovinezza
- Titolo originale: The Mountain of Youth
- Diretto da: William Gereghty
- Scritto da: Brad Radnitz

### Trama
Jack Dalton convince MacGyver a seguirlo alla ricerca della leggendaria Valle della giovinezza, lo Shangri-la. Scopriranno che un'organizzazione ha costruito una centrale dove costruire ordigni nucleari.

## Tutto può cambiare
- Titolo originale: The Stringer
- Diretto da: Michael Vejar
- Scritto da: John Sheppard

### Trama
MacGyver ha l'incarico di trovare delle prove che smascherino un traffico illegale di merce proveniente dalla Cina, fabbricata da cinesi tenuti in stato di schiavitù in un campo di concentramento nella Cina orientale. Questi prigionieri sono soprattutto giovani studenti che si oppongono al regime che governa il loro paese. Quando MacGyver entra in un magazzino che contiene merce proveniente dal campo di concentramento viene salvato da un agguato da un giovane reporter. Questi si rivelerà suo figlio, avuto da MacGyver anni prima da una reporter e di cui era all'oscuro. Insieme cercheranno di smascherare il traffico illegale e trovare le prove che denuncino lo stato di schiavitù dei prigionieri nel campo. Al termine dell'episodio MacGyver decide di recuperare il tempo perduto col figlio: rifiuta un rinnovo del contratto con la Phoenix Foundation e parte in moto col figlio per un viaggio "on the road".